# Expedito Loro Dias Ximenes
Expedito Loro Dias Ximenes (* 6. Juli 1959 in Manatuto, Portugiesisch-Timor) ist ein Journalist aus Osttimor.

## Werdegang
Loro wurde als Sohn von António Maria Dias Ximenes und Maria de Fátima Correia Dias Ximenes geboren. Er besuchte von 1965 bis 1971 die Grundschule in Fatumaca (Suco Gariuai), von 1972 bis 1973 die Prä-Sekundarschule und in Dili von 1973 bis 1975 die Sekundarschule. Nach der indonesischen Invasion besuchte Ximenes die Sekundarschule in Dili weiter von 1983 bis 1986. An der Universität Timor (UNTIM) absolvierte er zwischen 1986 und 1994 ein Studium an der Fakultät  für Sozial- und Politikwissenschaften im Fach Öffentliche Administration.
Parallel zur Ausbildung arbeitete Ximenes als Angestellter im indonesischen öffentlichen Dienst von Oktober 1982 bis 1999 und gleichzeitig von 1982 bis 1997 als Journalist und Moderator bei Radio Dili. Von 1985 bis 1999 war er Korrespondent des indonesischen Journals Sinar Harapan und später Teamleiter des Jornal Diário Novas und von April 1997 bis 1999 stellvertretender Chef der Abteilung für Öffentlichkeitsarbeit, Veröffentlichungen und Dokumentationsdienst der indonesischen Verwaltung.
Während der Übergangsverwaltung der Vereinten Nationen für Osttimor war Ximenes von Oktober 1999 bis 2002 Koordinator des Medienzentrums. Von Juli 2023 bis 2006 arbeitete er als Redakteur für die Tageszeitung Timor Post und von August 2006 bis 2007 als Informationsexperte für das Weltbankprojekt der Regierung Osttimors für Kleinunternehmen. Dann wurde er Direktor der Tageszeitung Jornal Nacional-Diário und für die folgenden sieben Jahre Präsident des Verwaltungsrates vom staatlichen Rádio e Televisão de Timor-Leste (RTTL). Zwischen März und Juli 2014 arbeitete Ximenes als Kommissar bei der Kommission für Kulturgut der Gemeinschaft der Portugiesischsprachigen Länder (CPC/CPLP) und 2016/17 Berater im Ministerium für den öffentlichen Dienst, Transport und Telekommunikation Osttimors.
Am 18. Januar 2021 wurde Ximenes vom Nationalparlament für vier Jahre in den Presserat gewählt. In dieser Zeit arbeitete Ximenes als Senior Journalist und Produzent bei der Grupo de Média Nacional (GMN).
Am 1. Juli 2023 wurde Ximenes zum Staatssekretär für soziale Kommunikation (Medien) in der IX. Regierung Osttimors unter Premierminister Xanana Gusmão vereidigt.